# 改革クラブ (1998-2002)
改革クラブ（かいかくクラブ）は、かつて存在した日本の政党。

## 党史

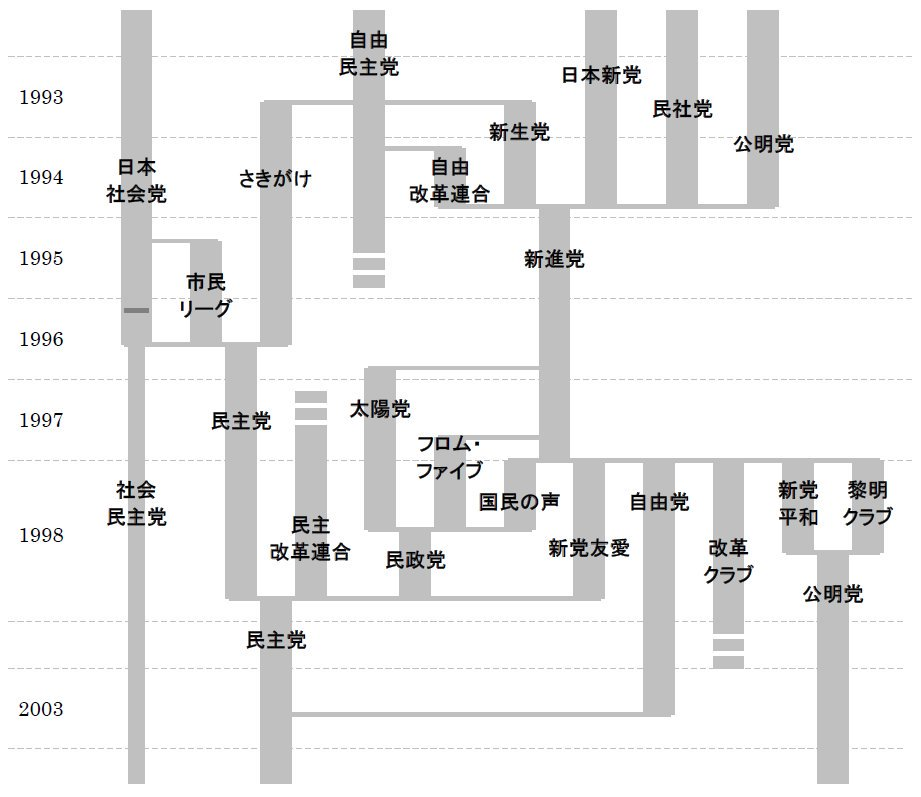
1990年代の政党の離合集散

1997年12月31日、新進党が分党した際に小沢一郎の党運営に反発していた若手議員を中心として、ベテラン議員の小沢辰男を代表として結成（新進党を分党したため、法的には1998年1月1日に発足）。1998年1月5日に届出、1998年1月12日に結党大会が開かれた。当初は「フロンティアネット」という仮称が付けられたが、正式な発足にあたって改められた。
小沢自由党や、旧新進党議員らにより結成した民主党などと一線を画す路線を取り、公明党と院内会派を組んだ。東京都選出の現職国会議員は皆無だったが第18回参議院議員通常選挙･東京都選挙区では公明代表の浜四津敏子を小沢自由党や民主党岩國哲人と共に支援、その直後の内閣総理大臣指名選挙で1回目は浜四津に投票し、決選投票で自民党総裁小渕恵三でなく民主党代表菅直人を支持した。1999年東京都知事選挙では鳩山邦夫を支援。公明党が自民党と連立を組んだ事に伴い与党入りし閣外協力という形となったが、少数政党のため全く発言力を有せず、政務次官を1人出したのみにとどまった。また、選挙協力でも蚊帳の外に置かれた。
2000年6月の第42回衆議院議員総選挙では、公明党の推薦を受けたものの、自民党には全小選挙区で対立候補を立てられ、所属候補全員が敗北し落選（1996年第41回衆議院議員総選挙における新進党、同衆院選における保守党同様に重複立候補を認めていなかった）。このため、所属国会議員は参議院の浜田卓二郎（埼玉県選挙区）のみとなったが、同年7月24日に所属する会派「公明党・改革クラブ」が「公明党」へ名称変更したため、院内から改革クラブの名称は完全に消滅した（浜田は公明党会派に残留）。代表の小沢はこの選挙に出馬せず政界を引退しており、最後まで改革クラブに残っていた埼玉2区で敗北し前代議士の石田勝之が民主党に入党したことにより自然消滅した。官報の政治資金収支報告書によると、解散は2002年度中に行われたものと思われる。
なお、代表の小沢辰男は結党当時81歳であったが、これは日本国憲法になって以降では国会議員を擁する新党の党首として最高齢記録である（大日本帝国憲法時代では1945年に結党された日本進歩党で町田忠治が82歳で総裁就任の例がある）。

## 役職

### 常任幹事会・執行部役員表
| 代表           | 幹事長             | 政策審議会長          | 総務会長 | 事務総長 | 国会対策委員長 | 両院議員会長 |
| -------------- | ------------------ | --------------------- | -------- | -------- | -------------- | ------------ |
| 小沢辰男       | 石田勝之           | 西川知雄              | 冨沢篤紘 | 並木正芳 | 前田正         | 中野清       |
| 参議院議員会長 | 参議院政策審議会長 | 参議院 国会対策委員長 |          |          |                |              |
| 岩瀬良三       | 菅川健二           | 山崎力                |          |          |                |              |

### 歴代代表一覧
| 代 | 代表 | 代表     | 在任期間                                              |
| -- | ---- | -------- | ----------------------------------------------------- |
| 1  |      | 小沢辰男 | 1998年（平成10年）1月12日 - 2000年（平成12年）6月25日 |

### 政権ポスト
- 第2次小渕改造内閣（1999年10月5日）
  - 政務次官
    - 郵政政務次官・前田正

- 第1次森内閣（2000年4月5日）
  - 政務次官
    - 郵政政務次官・前田正

## 議員一覧

### 衆議院議員
- 木村太郎（青森4区）（自民党へ移籍）
- 石田勝之（埼玉2区）（解党後、民主党へ移籍）
- 中野清（埼玉7区）（自民党へ移籍）
- 並木正芳（埼玉8区）（解党後、自民党へ移籍）
- 西川知雄（神奈川3区）
- 冨沢篤紘（神奈川13区）（民主党へ移籍）
- 小沢辰男（比例北陸信越ブロック）
- 山中燁子（比例東海ブロック）（自民党へ移籍）
- 前田正（大阪4区）

### 参議院議員
- 山崎力（青森県選挙区）（自民党へ移籍）
- 浜田卓二郎（埼玉県選挙区）（解党後、自民党へ移籍）
- 岩瀬良三（千葉県選挙区）（自民党へ移籍）
- 菅川健二（広島県選挙区）（民主党へ移籍）